# Nostradamus

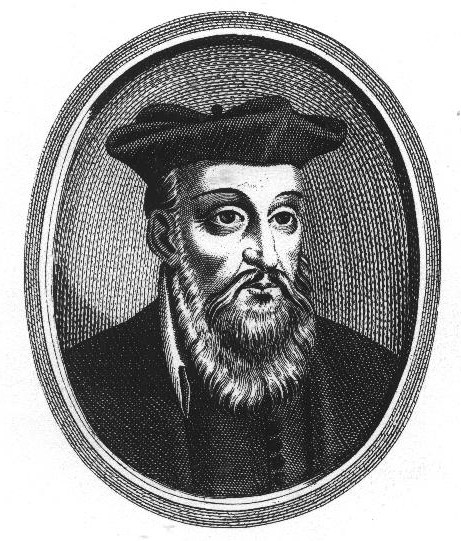
Nostradamus (1503 – 1566)

Michel de Nostredame, vagy latinosított nevén Nostradamus, (Saint Rémy, Franciaország, 1503. december 14. – Salon-de-Provence, Franciaország, 1566. július 2.) a francia reneszánsz neves alakja; IX. Károly francia király udvari orvosa, képzett csillagász-asztrológus, misztikus jós (látnok), gyógyszerész. Kortársai körében nemcsak pestisdoktorként, hanem látnokként is ismert volt, utóbbi tevékenysége alapozta meg máig tartó hírnevét. Az emberiség jövőjére vonatkozó jóslatai, melyeket A próféciák (más néven (A) Centuriák) c. könyvében hozott nyilvánosságra, sokak szerint ugyanis teljesültek, illetve teljesülnek. Ráth-Végh István kultúrtörténész a következőket írja róla:
„Nostradamus talán az egyik legrejtélyesebb ember, aki valaha élt: előre kell bocsátanom, hogy Nostradamus nem volt csillagjós. Ámbár tudományosan képzett csillagász volt, a számításokat úgyszólván csak keretként használta fel, és kitöltötte hozzájuk kapcsolódó látomásaival.” (A varázsvessző, Rejtélyek és talányok c. fejezet, 386. o.)

## Élete

### Összefoglalás
1503-ban született a franciaországi Provence tartományban, Saint-Rémy-de-Provence-ban. Avignonban filozófiát tanult, majd Montpellier város orvosi egyetemén végzett 1529-ben, utána közel harminc évig praktizált orvosként. Mint pestisdoktor, részt vett két nagy pestisjárvány elleni küzdelemben. Miután 1547-ben megnősült, feleségével az Aix közelében fekvő Salon-de-Provence-ban telepedett le, ahol haláláig dolgozott eredeti szakmájában. 1556-tól II. Henrik francia király és felesége, Medici Katalin pártfogoltja, 1564-től IX. Károly udvari tanácsosa volt. Salon-de-Provence-i tartózkodásától kezdve foglalkozott jóslással is. Rímekbe szedett profetikus könyvének, A próféciák első változata 1555-ben jelent meg Lyonban.

### Korai évek

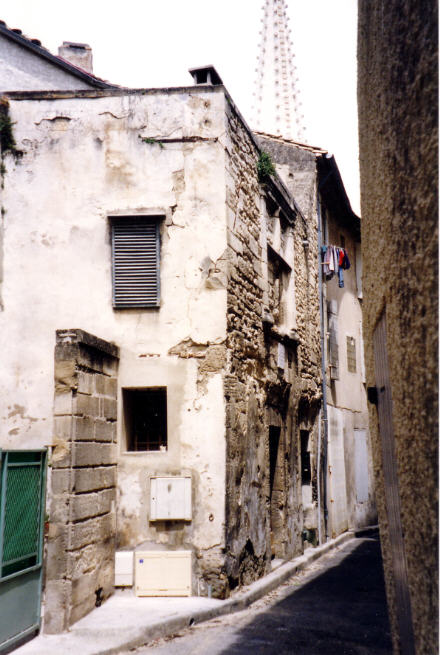
Nostradamus hagyomány szerinti szülőháza Saint-Rémy-de-Provence-ban

Nostradamus 1503. december 14-én született (az akkor érvényben lévő Julián-naptár szerint; a ma használatos Gergely-naptár alapján december 24-én) a franciaországi Provence tartományban lévő Saint-Rémy-de-Provence városában, amely kalábriai János herceg végrendelete alapján 1481-ben került át XI. Lajos kezébe. Anyai és apai ágon is kikeresztelkedett, katolikussá lett zsidó orvoscsalád leszármazottjaként látta meg a napvilágot. A XVI. századi Franciaországban a családok kikeresztelkedésének időpontját XII. Lajos egy 1501-es rendeletéhez kötötték, miszerint annak hatályba lépése után minden francia zsidónak három hónapon belül ki kellett keresztelkednie, vagy ki kellett vándorolnia, de újabban azt is lehetségesnek tartják, hogy Nostradamus családja már jóval a rendelet megszületése előtt, még Jó René uralkodása alatt áttért a katolikus hitre.
A nagyszülők Provence egyik római eredetű kis városkájában, Saint Rémyben, az Avignon és Arles közötti, a főútvonalaktól távol eső helységben éltek. Nostradamus mindkét nagyatyja orvos volt: apai részről, Pierre de Nostre-Dame, René király, míg anyairól, Jean de Saint-Rémy pedig János kalábriai herceg (René király fia) udvari orvosa volt. Pierre de Nostre-Dame fia, Jacques azonban nem lépett atyja örökébe: a város közjegyzője lett, s Jean de Saint-Rémy leányát, Renée-t vette feleségül, akitől 17 gyermeke született, a felnőttkort azonban csak Michel, Bertrand, Jean, Hector és Antoine érte meg. Egyébként a családban apáról fiúra szálló hagyomány volt, hogy a bibliai Jákób és Lea egyik fiának, Isszakár törzséből származónak tekintették magukat.
Nostradamus katolikus szellemű, vallásos nevelést kapott; magát élete végéig – mind szóban, mind leveleiben – meggyőződéses hívő katolikusként jellemezte. Kisgyermekként nagy hatással volt rá anyai nagyapja, aki orvosi foglalkozása mellett képzett csillagász és asztrológus is volt: ő avatta be érdeklődő unokáját a csillagképek világába, valamint a bolygómozgások számításaiba és tudományába. Nostradamus 1519-től Avignonban tanulva, mindig örömmel beszélt diáktársainak a csillagokról, amiért ők kis asztrológusnak nevezték.
Valószínűleg a nagyapa hatására döntött úgy, hogy nem apja jogi, hanem nagyapja tudományos-orvosi pályáját folytatja. Így került Nostradamus a Földközi-tenger partján fekvő Montpellier orvosi egyetemére, amely az akkori Franciaországban a leghíresebb volt. Ennek az intézetnek az volt a különleges előjoga, hogy az ott tanuló medikusok évenként felboncolhatták egy kivégzett gyilkos hulláját, mivel ez a tevékenység abban az időben még rendkívülinek számított, ezért érthetően az anatómiát itt magasabb színvonalon oktatták, mint az ország többi egyetemén, melyeknek tanítása csak elméleten alapult. Rendszeres öt évi tanulás után Nostradamus megkapta a püspöktől a legalsóbb orvosi fokozat, a licenciátus elnyerését tanúsító oklevelet. Ugyan célul tűzte ki, hogy megszerzi a magasabb doktori fokozatot, de ahhoz tovább kellett volna tanulnia; ennek megvalósítását az 1520-as években kitört pestisjárvány akadályozta meg.

### Pestisdoktorsága és vándorlásai
Az Európaszerte tomboló súlyos pestisjárványok alig két-három év leforgása alatt milliókat öltek meg és a fekete halál – a népesség csökkenésén kívül – kimutatható hatással volt többek között a kontinens gazdasági és politikai jellemzőire.

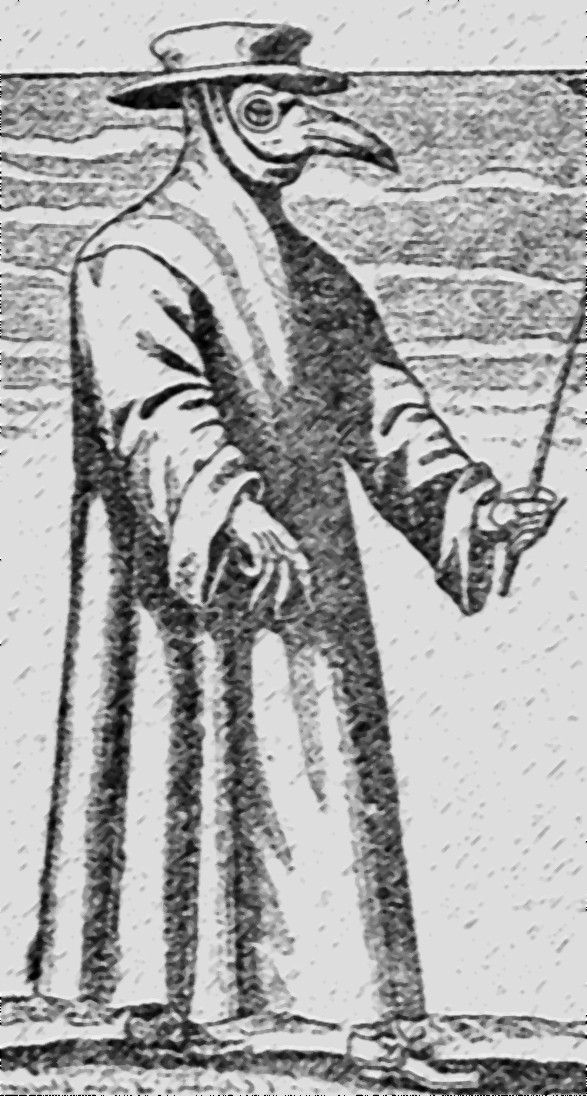
Pestisdoktor (Dr. Schnabel von Rom) az előírásos védőöltözékben

Nostradamus, mint végzett orvos, a járvány kitörésekor vállalta a „pestisdoktor” nem mindennapi bátorságot igénylő szerepét. Az ő példájából is látható, hogy a „pestisdoktornak” nem feltétlenül kellett doktori fokozattal rendelkeznie (ezt maga is csak a járvány elvonulása után szerezte meg). Mivel a pestist abban az időben nem tudták gyógyítani, sőt, az okát sem ismerték biztosan, a pestisdoktor feladata elsősorban a beteg szervezetének erősítése volt, illetve meg kellett győznie, hogy saját erejével le tudja győzni a gyilkos kórt, mindezek mellett tanácsadói szerepre korlátozódott, ami nem csak a betegnek, hanem a helyi hivatalnokoknak szóló tanácsokat is jelentett, mivel a pestisdoktorok feladata volt a higiéniai intézkedések javaslása is a helyi vezetőknek a kór további terjedésének megakadályozására (például hogy égessenek illatos füveket, vagy milyen gyorsan temessék el a halottakat). A pestisdoktorok jellegzetes öltözéke is a higiéniát szolgálta: ennek alsó része egy olajokba és gyógyporokba áztatott ing volt, amire még bokáig érő csuklyás szattyánbőr kámzsát és széles karimájú kalapot, ezenkívül kesztyűt és bokáig érő cipőt húzott. Az öltözék legkülönösebb darabja egy madár csőrét formázó, a szemnyílást üveggel fedő álarc volt, melyben fertőtlenítő hatásúnak gondolt balzsamok, növényrészek (elsősorban fokhagymalevél) voltak. Az öltözék szinte hermetikusan elzárta a pestisdoktor testét a külvilágtól. Az legalábbis tény, hogy Nostradamus valóban hordta ezt a nyári hőségben nagy állóképességet és türelmet, erős szervezetet igénylő öltözéket, és valóban nem betegedett meg a járványban, pedig bejárta Franciaország egy nagy részét, és működött a legnagyobb és legzsúfoltabb, a betegségtől legjobban sújtotta városokban, mint például Narbonne, Carcassonne, Toulouse, Bordeaux. Működését, úgy látszik, a közösség megelégedésére végezte, mivel ekkoriban szerezte hírnevét, a kortársai közül sokan „csodadoktornak” nevezték.
A járvány megszűntekor visszatért tanulni a montpellier-i egyetemre, és 1529. október 23-án hivatalosan is megszerezte a doktori címet. Montpellierben működött mint orvos-professzor, de már egy-két év után otthagyta nemcsak állását, hanem a várost is. Ennek oka valószínűleg az egyetemen körülötte kialakult rossz légkör volt: egyrészt hírneve miatt kollégái körében valószínűleg irigykedés övezte (s amint azt Ráth-Végh István fentebb már idézett művében írja, a kari konkurencia „sanda szemmel” nézte, „ … s mert másképpen nem tudtak neki ártani, kálvinizmussal vádolták meg.”); másrészt mint tapasztalt járványügyi szakértő, tapasztalatait valószínűleg oktatási gyakorlatában is meg kívánta jeleníteni; amit viszont az egyetem vezetése, mint a hivatalos (és sok tekintetben elavult) diszciplináris elvektől való eltérést, nem engedett. 1531-ben Bordeauxba, azután Toulouse-ba ment, végül egy orvos-történész-filozófus kollégája, Jules Caesar Scaliger hívására a Toulouse és Bordeaux között fekvő Garonne-menti Agen városba költözött. A két férfi (annak ellenére, hogy Scaliger protestáns szimpatizáns volt) összebarátkozott, és nagy hatással volt egymásra. Nostradamus megnősült (feleségének neve vitatott, lényegében ismeretlen) és két gyermeke született. Boldog életüknek egy hamarosan bekövetkező tragédia azonban véget vetett: egy ismeretlen betegség, mellyel szemben Nostradamus tehetetlennek bizonyult, hirtelen elvitte feleségét és gyermekeit is.
Ezután 1536-ban Olaszországba indult vándorútra, bejárta az országot Lombardiától Szicíliáig. A vándorlásnak 1544-ben egy hazahívó üzenet vetett véget: Marseille kikötővárosában újból nagyobb tömegű pestises megbetegedést jelentettek. Nyilvánvaló volt, hogy újabb országos méretű járvány készül, ami hamarosan valóban kitört. Nostradamus – holott erre semmi nem kötelezte – újból hazament, hogy segítsen a járvány elleni küzdelemben, először Marseille-ben, majd két év múlva, amikor ott az alábbhagyott, Aix-ben.

### Élete Salon-de-Provence-ban
Csak az 1540-es évek közepére szűnt meg a pestis dühöngeni. 1547 novemberében Nostradamus megnősült Aixben. Egy gazdag özvegyet, Anne Ponsart Gemelle-t vette el, majd családjával Salon-de-Provenceba költözött, és ott is élt élete végéig (a ház, melyben életüket leélték, ma is megtekinthető Place de la Poissonnerie-ben). Itt nemcsak orvosként, hanem kozmetikusként is dolgozott, utóbbi mesterséget olaszországi vándorlásai alatt tanulta ki. 1554-ben tanítványra, asszisztensre és barátra talált Jean-Aymes Chavigny, egy 30 éves teológia- és filozófiadoktor személyében, aki munkára jelentkezett nála, és később első megbízható életrajzának írója lett.
Nostradamus ebben az időszakban két orvosi könyvet írt: 1557-ben jelent meg egy Galenus munkáit kommentáló műve, 1561-ben pedig egy másik (Traité des fardemens), melyben a pestisjárványok elleni küzdelem tapasztalatait, például egyes alkalmazott „gyógymódok” hiábavalóságát írja le. Utóbbit több idegen nyelvre is lefordították. Ezenkívül mint csillagász, részt vett egy kalendárium szerkesztésében, mely 1555-től kezdve minden évben megjelent. A neves kozmetikus-orvosokat abban az időben szerte földről keresték fel a gyógyulni vagy szépülni vágyó gazdagok. Az 1554-59-es években Adam Crappone mérnök városcsatornázási terveit, a járvány idejében megismervén a köztisztaság fontosságát, Nostradamus jelentős összegekkel támogatta. Ha dúsgazdagnak nem is volt minősíthető, Nostradamus elegendő vagyont szerzett. Híre ment jóstehetségének is, és az emberek ezentúl ügyes-bajos mindennapi dolgaikkal is hozzá fordultak.
Jósolni abban az időben kezdett, mikor letelepedett Salon-de-Provence-ban. Hobbija, a csillagászati (asztrológiai-asztronómiai) számítások mellett (ebben az időben ezek a tudományok még nem váltak szét élesen, mint ma), melyeket nappali munkái miatt jobbára éjszaka folytatott, hetente néhányszor éjszakánként „elragadtatott állapotba” került, „megszűnt körülötte a külvilág”, lelki szemei előtt fura képek, látomások és történetek elevenedtek meg emberekről, eseményekről. Ezeket Nostradamus a jövőről szóló híradásoknak tartotta, és szorgalmasan jegyezgette. Csillagászati ismeretei és műveltsége segítségével pedig megpróbálta kitalálni, ezen események mikor és hol fognak lejátszódni és mit jelentenek valójában (mint a fiának és II. Henriknek szóló leveleiben maga is írta, az utóbbi találgatásainak nem kell feltétlenül hitelt adni, mivel az asztrológia a tévedni képes „természetes értelem” része, ellentétben viszont magukkal a látomásokkal, melyek viszont a természetfeletti értelemtől, azaz Istentől származnak). Tehát Nostradamus feltétlenül hitte, hogy az általa látottak-hallottak jövendőbeli valós események, melyek pontosan úgy meg fognak történni, ahogy lelki szemei előtt lejátszódtak (erre írta, hogy „képes vagyok nem tévedni, nem elámítódni”) – viszont abban már maga sem volt minden esetben biztos, hogy ezen események mely dátumokhoz köthetőek. A próféciák (Les propheties) c. mű, mely ezeket a látomásokat versekké feldolgozott formában tartalmazta, először 1555-ben jelent meg.
Nostradamusnak nemcsak ez a könyv alapozta meg jós hírnevét, hanem látomásairól környezetének is elejtett egy-két szót. Ez nem volt biztonságos akkoriban, mivel a jóslást, a mágiát – például Szent Pál, Hippói Szent Ágoston és hasonló tekintélyek ezzel kapcsolatos véleménye miatt – a katolikus egyház gyanakvó szemmel nézte. A jóslások híre hamarosan eljutott a királyi udvarba, és 1556-ban Claude de Savoie, Tende grófja és Provence kormányzója közölte az orvos-csillagász-jóssal II. Henrik francia király óhaját, miszerint az személyesen akar vele találkozni. Ezért 1556 júliusában Nostradamus Párizsba utazott a királyhoz.
A művelt és a kozmetika terén is járatos Nostradamus hamar elnyerte a művészet- és kultúrakedvelő humanista-reneszánsz ember Medici Katalinnak, a király szépítőszerek iránt is rajongó olasz feleségének tetszését. Épp ez az asszony honosította meg Franciaországban a reneszánsz olasz kultúrát, az illatszerek és egyéb piperecikkek használatát. A királyi család természetesen ki akarta próbálni vendége jóserejét is, és megkérdezték, mi lenne szerinte a jövőjük. Amint Michele Surianonak, a velencei dózse Párizsban tartózkodó követének jelentéséből tudjuk, Nostradamus azt a nehezen hihető jóslatot adta, hogy „Katalin három fiát is királyként fogja látni”. Bár ez a jóslat nemcsak jót jelenthet (például, hogy Katalin fiai három országot uralni fognak), hanem tragédiát is (hogy mindegyik fia viszonylag rövid ideig uralkodik majd, és valószínűleg rövid életű lesz; ahogy végül valójában történt), az uralkodócsaládnak tetszett a jóslat. Ezért – bár az a 130 arany jutalom, amivel megajándékozták a prófétát, nem volt királyi ajándéknak tekinthető (tekintve, hogy a Párizsban tartózkodás költsége ennek sokszorosa volt), és Nostradamus barátai az uralkodó fösvénységét emlegették – Nostradamus a király személyében pártfogójára akadt. Ez fontos volt, mivel már régóta megindultak ellene a támadások „eretnekség” és hasonló címeken. A jóslások hírének megerősödésére ezek a támadások megerősödtek és látszólagos alapot nyertek, így az orvos-jósnak valóban a legtekintélyesebb védelmezőre volt szüksége.
1559-ben II. Henrik egy lovagi tornán történt balesetben megsérült és meghalt. Ez, egyes jóslatmagyarázók szerint, pontosan úgy történt, ahogy A próféciák I. fejezetének (első száz versének) 35. verse megjósolta. Ezt a jóslatot szokták idézni mint „a Próféciák első beteljesült jóslatát”. Nostradamus országos hírnévre tett szert, könyvét pedig utánnyomni, majd hamisítani kezdték. 1564-ben Katalin személyesen látogatta meg az orvos-jóst Salon-de-Provence-i házában, már ez is a legnagyobb kitüntetésszámba ment akkoriban; ezenkívül még a család 300 arannyal ajándékozta meg a prófétát, és kinevezték udvari tanácsosnak és királyi orvosnak.
Az említett I.35. jóslaton kívül Nostradamus életében több jóslatával tette nevét ismertté (például a királyi udvarban már Katalin látogatása előtt beszédtéma volt A próféciák X.39. verse).

### Öregkora
Nostradamusnak hat gyermeke született második feleségétől (Caesar, André, Charles, Madelaine, Anne, Diana). Későbbi közlések egy Michel nevű fiúról is beszélnek, de ezeknek nem sok alapjuk található.
Nostradamus 1566. június 17-én, 62 évesen végrendelkezett Joseph Roche közjegyzőnél „öreg korára és bizonyos testi betegségeire való tekintettel”. Egészsége valóban megromlott, különösen ízületi bántalmai és köszvénye keserítette meg életét. Ekkor már messze földekről zarándokoltak hozzá gazdag, tudós, tekintélyes, híres-neves emberek, hogy tanácsokat kérjenek tőle, vagy csak egyszerűen láthassák. Tekintélyét mégsem használta meggazdagodásra, mert bár nem volt vagyontalan, (amint ezt végrendeletéből tudjuk) az általa szétosztott örökség összege nem mondható extrémnek.

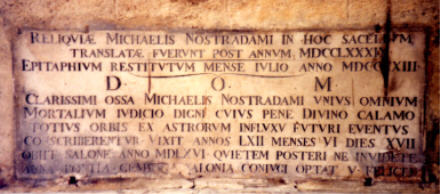
Nostradamus sírfelirata

1566. július 1-jén éjjel vagy másnap hajnalban halhatott meg, holttestét másnap reggel fedezték fel. Chavigny szerint, aki aznap késő este búcsúzott el tőle, Nostradamus a következő szavakkal köszönt el tőle: „Nem fog látni életben hajnalkor”. Már egy évvel korábban megírta saját halálának körülményeit.
A Salon-de-Provence-i ferences templomban temették el, ezt azonban 1791 nyarán a francia forradalom alatt feldúlták, a csontokat szétszórták. A felháborodott lakosság kérésére a forradalmi hatóságok urnába gyűjtötték a maradványokat, és a Szent Lőrinc templom negyedik (Mária-) oldalkápolnájában helyezték el. A forradalmi idők vége után a hatóságok által felrakott sírfeliratot eltávolították, és visszahelyezték az eredetit, melyet maga Nostradamus özvegye készített.

## Nostradamus művei

### Nostradamus jóslatai

#### Anekdotikus jóslatok
Anekdoták és feljegyzések szerint nemcsak a francia királynénak szóló jóslatát tartják számon, miszerint az három gyermekét is királyként látja majd. A róla szóló irodalom gyakran idézi egy másik jóslatát is (lehetséges azonban, hogy ez csak legenda), eszerint, amikor egyszer Itáliában találkozott egy szerzetessel, letérdelt előtte és Őszentségének szólította. Kb. 45 évvel később a szerzetest V. Szixtusz néven pápává választották. Az ilyesfajta anekdoták hitelessége sokszor kérdéses, esetenként Nostradamus halála utáni hamisítványoknak bizonyulnak. Fennmaradtak azonban olyan jóslatai is, melyeknek van írásos bizonyítéka; például asszisztense, Chavigny jegyezte fel a Nostradamus saját haláláról adott jóslatot is; amikor a halála előtti este Chavigny elbúcsúzott tőle, Nostradamus azt mondta: „Nem fog látni életben hajnalkor.” Egyes értelmezők szerint az egyik (szerintük szintén teljesült) jósvers is Nostradamus halálát jövendöli meg. [forrás?].

#### Levelei
Jóskönyve előszavában fiához, Caesarhoz írt levelében általános, pesszimista jellegű rövid jövendölést fogalmazott meg a világ sorsáról (Isten irgalma egy ideig nem fog kiáradni, Fiam, amíg jóslataim többsége be nem teljesedik. Ezek beteljesednek a nagy forradalom megvalósulása által. Többszörös sötét viharban szétzúzom és széttöröm őket, nem kegyelmezek, mondja az Úr.).
Fontosabbak azonban azok a megjegyzései, melyek a könyve egyik kiadását kísérő levélben küldött II. Henrik francia uralkodónak, ezek segítenek versei értelmezésében. Ebben a levélben a jóslatokhoz, jósversekhez vezető és a könyve összeállításában alkalmazott munkamódszeréről is írt.

#### A próféciákról
Fő szócikk: A próféciák

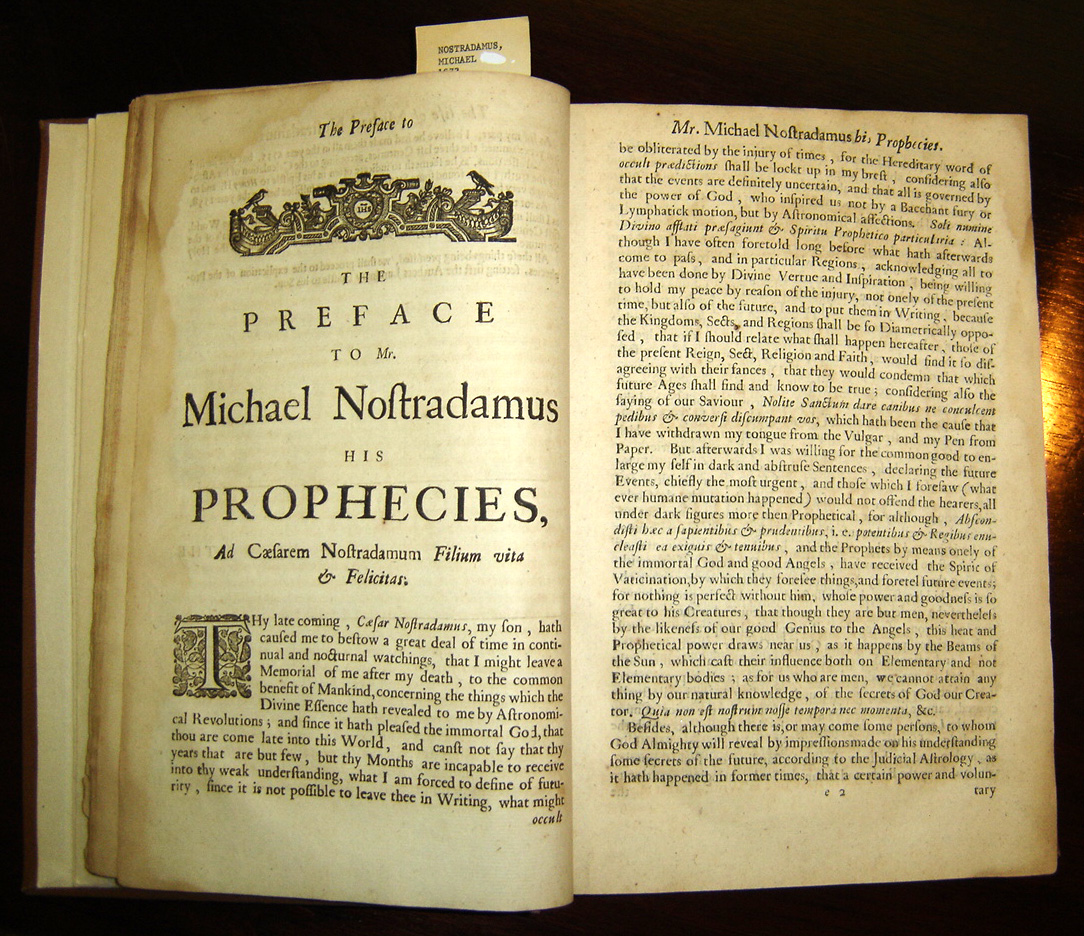
A Próféciák egy lapja

A próféciák, mely mű az idők során több, egyre bővülő kiadást ért meg, négysoros (ritkábban hatsoros) versekből áll, ezek a jósversek, melyeket Nostradamus százas csoportokba, centuriákra osztott. Néha emiatt magát a könyvet is (A) Centuriáknak nevezik. A centuriák mellett a könyv egyéb, nem jóslat célzatú verseket is tartalmaz (ezek általában nem négy, hanem hat sorosak); ilyen például egy „ajánlás” jellegű vers, illetve A próféciák két első verse.
Nostradamus látomásai már több éve tartottak, míg arra kezdett gondolni, hogy ezek mások számára is fontosak lehetnek.
A könyv több, egyre bővülő kiadást ért meg. Első kiadása 1555-ben jelent meg Lyonban (ennek minden példánya elkallódott); a második 1557-ben jelent meg, és mint erről a próféciák címlapja értesít, az elsőhöz képest 300 új verset tartalmaz. Nostradamus a II. kiadás megjelenése után sem fejezte be a versek írását, 1558-ra még további háromszáz verset írt (VIII.-X. centuria). Ezeket az (egy évvel később meghalt) II. Henrik királynak szóló ajánlással látta el és neki elküldte; de életében nem jelentek meg. Posztumusz kiadás formájában, melyet Nostradamus rokonai és Chavigny állították össze, 1568-ban jelentek meg, Benoit Rigaud nyomdájában.
Könyve bevezetőjéhez csatolt egy levelet, melyet fiának, Caesarnak írt (ld. itt).
A csillagjóslás fénykorában született művet, melynek verseit azóta is számtalan kiadványban jelentették meg és értelmezték, kritikusai szerint homályos megfogalmazásuk folytán akár sokféle történelmi eseményre is lehetett és lehet vonatkoztatni.

## Nostradamus és az utókor
Az utókor által Nostradamusról kialakított vélemények széles skálán mozognak.
Az spektrum egyik végén az olyan radikális álláspontok vannak, mint amilyen Jacques Halbronn-é)
aki szerint a Nostradamus Próféciái utólagos hamisítványok, melyek csak később, politikai motivációk alapján születtek. Bár Halbronn rendkívül jól ismeri az eredeti szövegeket és a kapcsolódó dokumentumokat (többet ő maga segített felkutatni és feldolgozni), a terület legtöbb szakértője elveti az álláspontját.
A spektrum másik végén számos, közelmúltban publikált népszerű könyv és több ezer internetes oldal található, melyek szerint A próféciák nemcsak, hogy eredetiek, de Nostradamus ténylegesen próféta is volt.
Bár sok jóslat értelmezésében eltérnek, de általában egyetértenek abban, hogy megjósolta a francia forradalmat, Napóleon és Hitler fellépését; mindkét világháborút, ezen kívül többnyire olyan események előremondásában is egyetértenek, mint a német V1 szárnyas robotbomba felfedezése, a Hirosima és Nagaszaki elleni atomtámadások, avagy Louis Pasteur működése. Ezen művekre szintén jellemző, hogy a legtöbb ilyen könyv nagyjából egybehangzóan állítja, hogy Nostradamus megjósolta az adott könyv megjelenésének idején történt fontosabb aktuális eseményeket, mint például a holdra szállást, Diana hercegnő halálát, a Challenger-katasztrófát.
Az e csoportba tartozó könyvek kevés kivételtől eltekintve nemcsak Nostradamus jóstehetségében, de életrajzának számos részletével kapcsolatban is egyetértettek, úgymint: 
Issachar izraelita törzsének leszármazottja volt, nagyapja tanította, aki a Provence-i René király  orvosaként dolgozott. Montpellier egyetemén szerezte első diplomáját 1525-ben, majd később visszatérve orvosi doktorátusát 1529-ben. Ugyanott tanított az orvosi tanszéken amíg nézetei nem váltak túl népszerűtlenné. Támogatta a heliocentrikus világképet. Később északnyugat-Franciaországba utazott, ahol Orval kolostorában fogalmazta meg próféciáit. 
Utazásai során számos csodát tett, többek közt beazonosított egy későbbi pápát, sikeresen gyógyította a pestist Aix-en-Provence-ban és másutt, tükör vagy vizestál segítségével jósolt . 

Miután a Propheties első részét publikálta, 1555-ben Medici Katalin királynő Párizsba hivatta, hogy beszámoljon az I.35-ös verséről, amely szerint férjét, II. Henrik-et később párbajban ölik majd meg. Bloisban megvizsgálta a királyi család gyermekeit. Álló helyzetben temették el és mikor a francia forradalom idején kiemelték a sírjából és nyakában egy medált találtak, amelyen kihantolásának pontos dátuma szerepelt.[forrás?]
Az 1980-as évektől kezdve jelentek meg és nagyobb publicitást kaptak az akadémikusok válaszai is, különösen Franciaországban. 
1983-ban publikálták Nostradamus személyes levelezését és az elkövetkező években számos más archív anyag mellett Chomarat és Benazra feltárta műveinek 1555-ös és 1557-es eredetijeit. 
Mindezek alapján világossá vált, hogy számos Nostradamusra vonatkozó korábbi állítás egyszerűen nem összeegyeztethető a dokumentált tényekkel. 
James Randi akadémikus rámutatott, hogy a fenti életrajzi állítások közül egyetlenegyet sem támasztott alá korabeli dokumentum. 
Legtöbbjüket források nélküli, később tényként kezelt mendemondára alapozták, melyek később Nostradamusról író szerzőktől származtak, mint Jaubert (1656), Guynaud (1693) és Bareste (1840), és részben a 16. századi francia szövegek félreértelmezésén alapultak vagy egyszerűen csak kitalálmányok. 
Például az a feltételezés, hogy az I.35 vers II. Henrik halálát jósolja meg valójában nem is jelent meg nyomtatásban egészen 1614-ig, azaz 55 évvel az esemény utánig.
Lásd A próféciák c. szócikk hivatkozott részét. A támadó művek nem teljes irodalomjegyzékét ld. lentebb.
Ezen kívül vannak olyan vélemények is, melyek valamilyen részlettel kapcsolatban kérdőjelezik meg Nostradamus hitelességét. Ide tartoznak azok, akik szerint a könyvet nem ő írta, hanem plagizálta, illetve azok a vélemények is, melyek pusztán a hatsoros versek eredetiségét kérdőjelezik meg, a négysorosokét nem feltétlenül.
Nostradamus hitelességének nem használnak azok a huszadik századi „álpróféciák” sem, melyeket – néha szórakozásból – az ő jósverseiként kéretlen e-mail üzenetek formájában terjesztenek. 2001. szeptember 11. kapcsán például rengetegféle ilyen e-mail terjedt .